# Xian autonome mandchou de Kuandian
Le xian autonome mandchou de Kuandian (宽甸满族自治县 ; pinyin : Kuāndiàn mǎnzú Zìzhìxiàn) est un district administratif de la province du Liaoning en Chine. Il est placé sous la juridiction de la ville-préfecture de Dandong.

## Subdivisions administratives

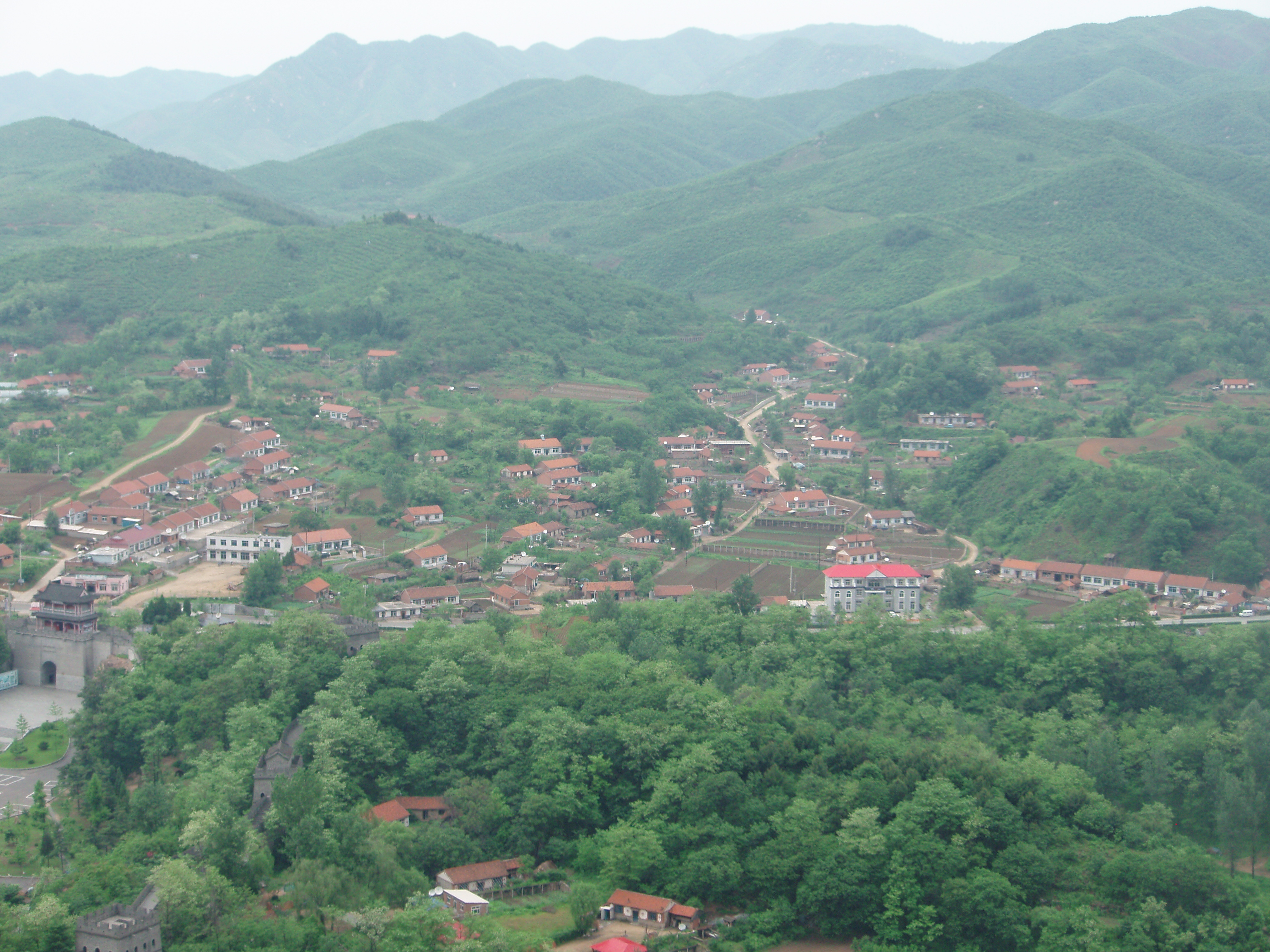
Le village de Lujiapuzi à Hushan

Le xian regroupe 19 bourgs (鎮, zhen), 2 cantons (乡, xiāng) et 1 canton ethnique: Kuandian (宽甸镇), Guanshui (灌水镇), Taipingshao (太平哨镇), Yongdian (永甸镇), Changdian (长甸镇), Maodianzi (毛甸子镇), Qingshangou (青山沟镇), Hongshi (红石镇), Niumaowu (牛毛坞镇), Dachuantou (大川头镇), Bahechuan (八河川镇), Shuangshanzi (双山子镇), Daxicha (大西岔镇), Budayuan (步达远镇), Zhenjiang (振江镇), Qingyishan (青椅山镇), Yangmuchuan (杨木川镇), Hushan (虎山镇), Penghai (硼海镇). Les cantons sont ceux de Gulouzi (古楼子乡), de Shihugou (石湖沟乡) et de Xialuhe (下露河朝鲜族乡, canton ethnique coréen).
La population du district était de 447 605 habitants en 1999 et est passée à 438 000 en 2010, soit 70 habitants/km².
C'est une région multiethnique regroupant une majorité de Mandchous, mais aussi des Hans, des Mongols et des Coréens. Ces derniers sont particulièrement nombreux à Xialuhe.

## Géographie

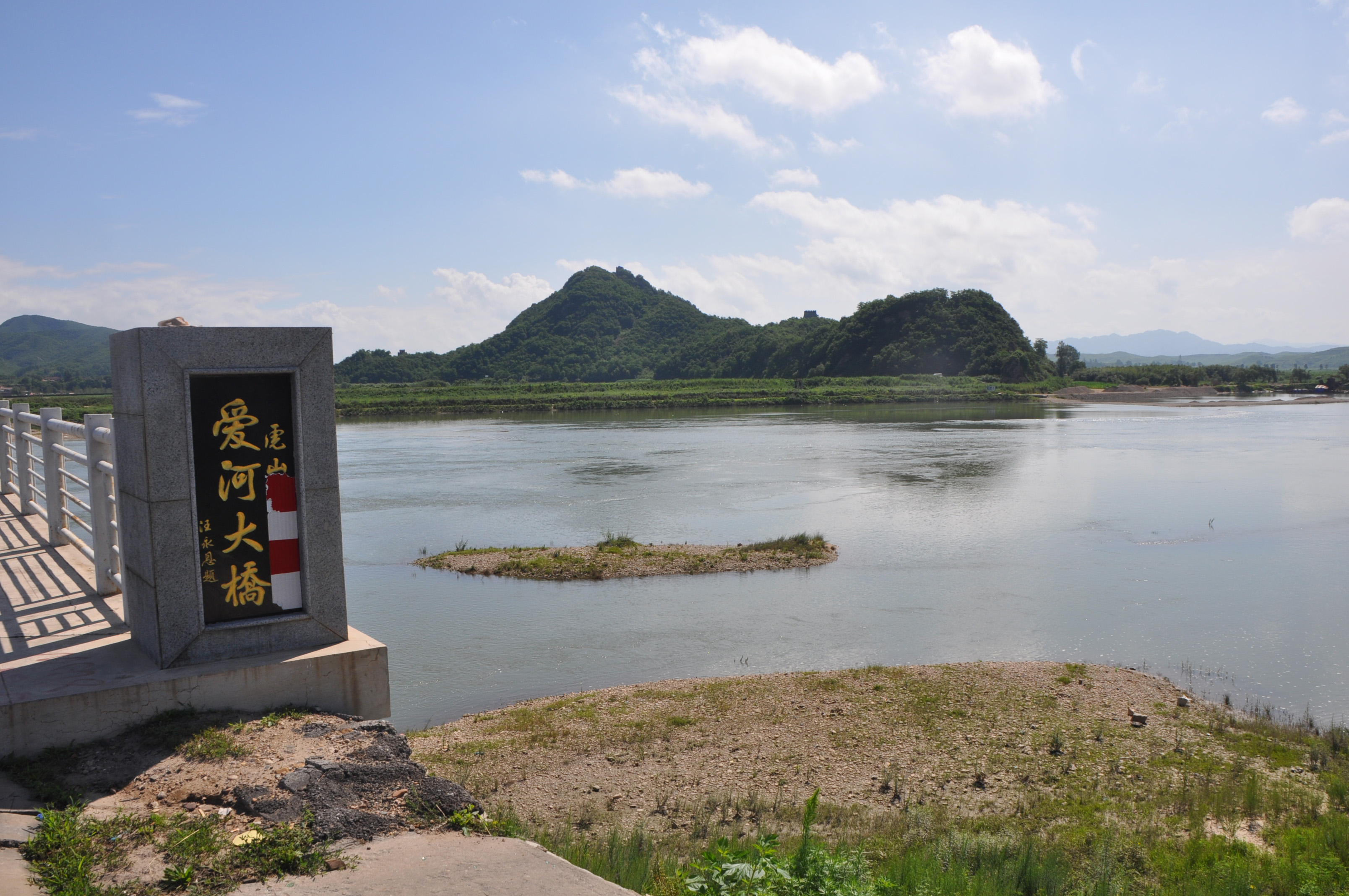
Le Hushan et l'Ai He

Le xian de Kuandian occupe la moitié nord-est de la préfecture de Dandong, ville située à 90 km au sud-ouest de Kuandian. C'est une région de collines s'étendant sur la partie occidentale des monts Changbai. Au sud, il est limité par le Yalou, un fleuve de 800 km qui sert de frontière avec la Corée du Nord. Il est également arrosé par le Hunjiang (446 km), le Pushi et l'Ai He (182 km) dont le confluent avec le Yalou constitue le point le plus bas du xian de Kuandian (10 m). Dans le nord du xian, les montagnes dépassent les 1000 m d'altitude. C'est ici que se trouve la station de ski de Tianqiaogou, au milieu d'une ancienne réserve de chasse impériale aussi connue pour la beauté de ses érables à l'automne.

## Climat

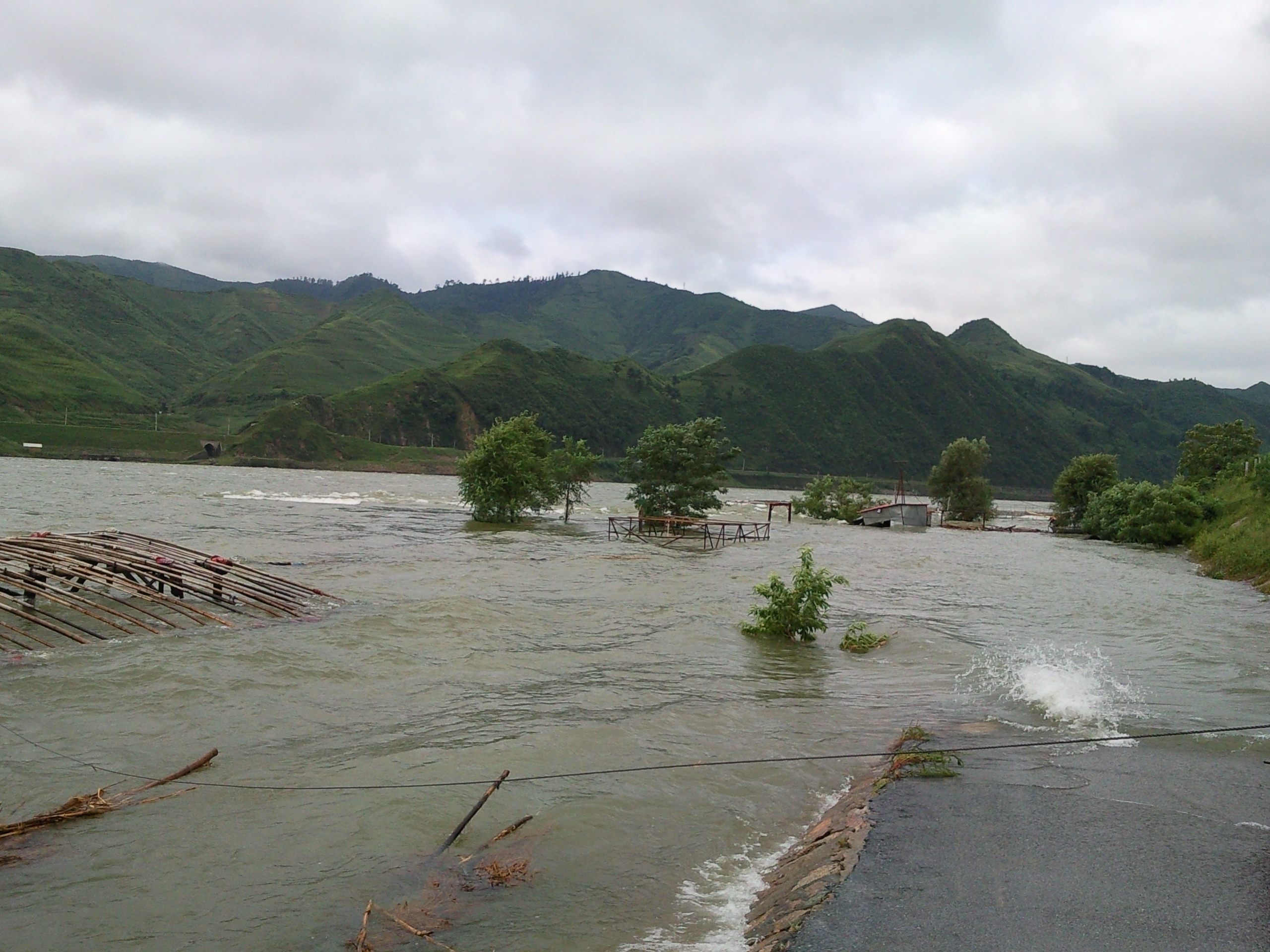
Une crue du Yalou en aout 2010

Kuandian est exposé à un climat continental humide aux hivers particulièrement froids et secs (Dwa selon Köppen). Les pluies se concentrent sur l'été et plus de la moitié des précipitations tombent en juillet et en aout. En conséquence, les rivières connaissent des crues importantes en cette saison et sont gelées sur une longue période en hiver: à Kuandian, les températures journalières moyennes sont négatives pendant 4 mois, du 15 novembre au 15 mars, et descendent à −11,5 °C en janvier.
| Mois                                | jan.  | fév.  | mars  | avril | mai  | juin  | jui.  | août  | sep. | oct. | nov.  | déc.  | année   |
| ----------------------------------- | ----- | ----- | ----- | ----- | ---- | ----- | ----- | ----- | ---- | ---- | ----- | ----- | ------- |
| Température minimale moyenne (°C)   | −17,7 | −13,6 | −5,4  | 1,8   | 8,3  | 14,3  | 18,9  | 18    | 10,4 | 3    | −4,6  | −13,2 | 1,7     |
| Température moyenne (°C)            | −11,5 | −7,4  | 0,2   | 8,3   | 14,6 | 19,4  | 22,5  | 22,2  | 16,1 | 8,8  | 0,2   | −7,8  | 7,1     |
| Température maximale moyenne (°C)   | −4,2  | −0,5  | 6     | 14,9  | 21   | 24,7  | 26,8  | 27,2  | 22,6 | 15,6 | 5,9   | −1,6  | 13,2    |
| Record de froid (°C)                | −34   | −31,5 | −28,2 | −9,9  | −1,8 | 5,2   | 10,4  | 5,2   | −1,2 | −8,4 | −22,3 | −33,1 | −34     |
| Record de chaleur (°C)              | 6,4   | 14,5  | 18,3  | 28,3  | 33,3 | 35,7  | 36,5  | 35    | 30,4 | 27   | 18,7  | 9,1   | 36,5    |
| Précipitations (mm)                 | 10,4  | 12,5  | 19    | 50,7  | 74,6 | 129,7 | 284,7 | 274,8 | 92,6 | 52,2 | 34,4  | 15,5  | 1 051,1 |
| Nombre de jours avec précipitations | 5,2   | 4,7   | 5,8   | 8,9   | 10,7 | 13    | 16,8  | 13,4  | 9    | 7,7  | 7,3   | 5,5   | 108     |

## Sites particuliers

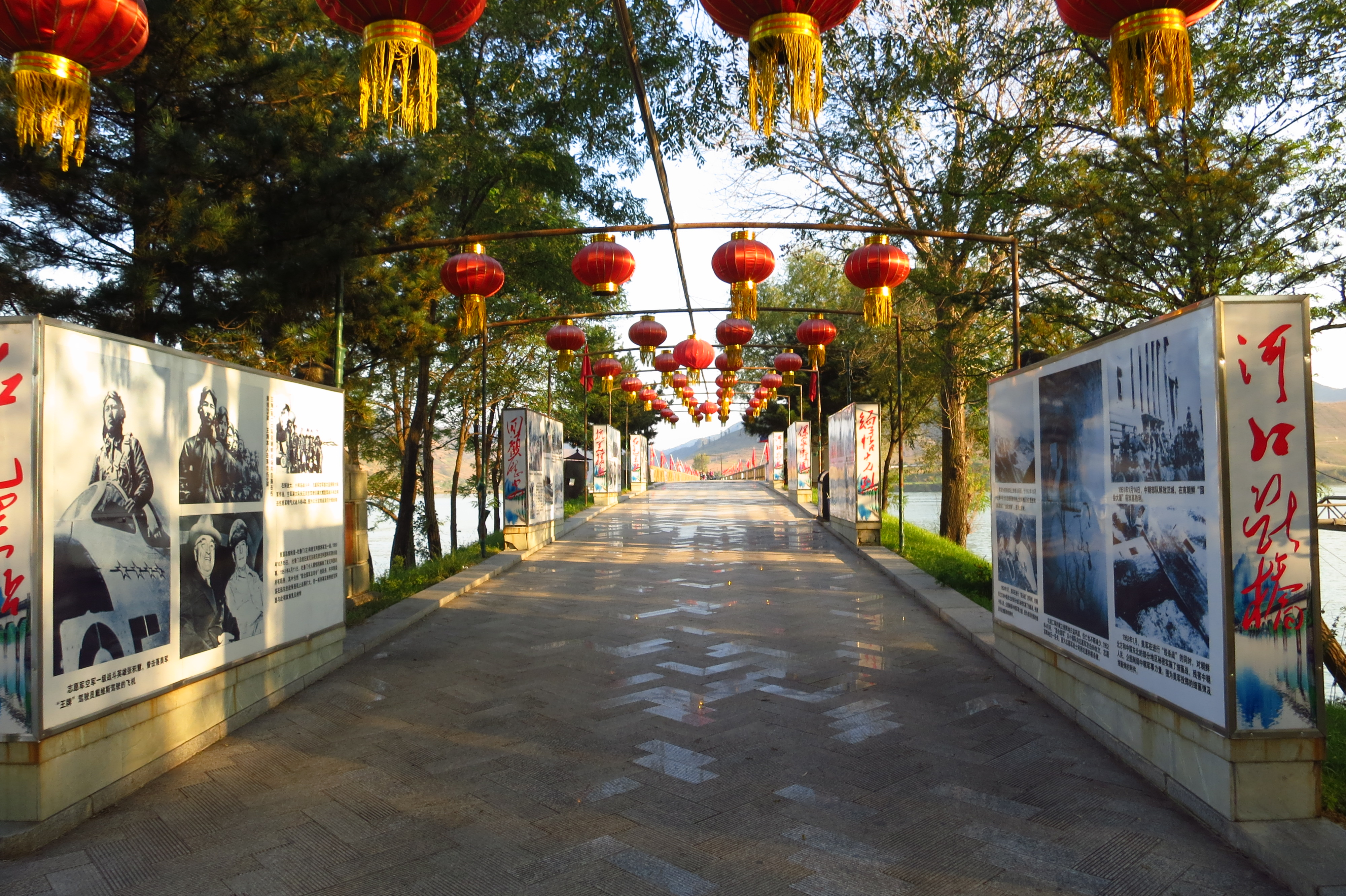
L'entrée du pont de Hekou

- La grande muraille de Hushan, à 20 km au nord de Dandong, est la section la plus orientale de la grande muraille de la dynastie Ming, construite en 1469 et entièrement rénovée en 1992.

- Le barrage hydroélectrique de Supung, construit entre 1937 et 1943, a créé un lac de 274 km² sur le Yalou.

- Près de Changdian, le pont en ruine de Hekou qui a servi au passage des troupes chinoises lors de leur intervention pendant la guerre de Corée rappelle cet événement et la mémoire du fils de Mao.